# Centro Canalejas
El Centro Canalejas es un complejo comercial, hotelero y residencial que está situado en la Plaza de Canalejas de Madrid (España). Está compuesto por la rehabilitación de un conjunto de siete inmuebles contiguos, situados entre las calles de Alcalá, Sevilla, plaza de Canalejas y Carrera de San Jerónimo. Durante su construcción fue conocida también como Operación Canalejas y recibió el sobrenombre de la «manzana de oro» por la prensa.

## Historia

### Complejo bancario
El Banco Hispano Americano contaba con su sede central en el Edificio del Banco Hispano Americano en la Plaza de Canalejas, y en 1942, aprovechando la absorción de la Banca Sanz por el Hispano Americano, la sede de la Sanz, situada en el número 12 de la calle de Alcalá y construida en 1895, fue demolida para edificar un nuevo inmueble, según proyecto de Manuel Galíndez. Este nuevo edificio, anexo de la sede central, se conectaba con esta en todos sus niveles y permitía al Banco tener fachada a la calle de Alcalá.
Al año siguiente se adquirió la antigua sede de Credit Lyonnais, situada en el número 8 de la calle Alcalá y el 7 de la carrera de San Jerónimo, y construido entre 1904 y 1907 por José Urioste Velada, formándose un aglomerado con numerosos patios interiores, cuya organización en planta fue creciendo en complejidad, llegando a ser confuso y laberíntico.
En 1975 se añadió un nuevo edificio al conjunto, el edificio de viviendas del n.º 6 de la calle de Alcalá, que fue reconstruido por Chapa Galíndez y Díez Canedo.
A mediados de la década de 1980 se añadió el último edificio al conjunto, el de la antigua sede del Banco Zaragozano, en el número 10 de la calle de Alcalá, proyectada en 1936 por Roberto García Ochoa Platas y terminada en 1942.
En 1991, el Banco Hispano Americano se fusionó con el Banco Central, formando el Banco Central Hispano, y en 1999 se produjo la fusión entre el Banco Central Hispano y el Banco de Santander, también propietario del Banco Español de Crédito, con lo que se conectaron las sedes de ambos bancos, el conglomerado del Central Hispano con el Palacio de la Equitativa, de la calle Sevilla, números 3 y 5, según proyecto del arquitecto Jaime López-Amor Herrero.

### Canalejas

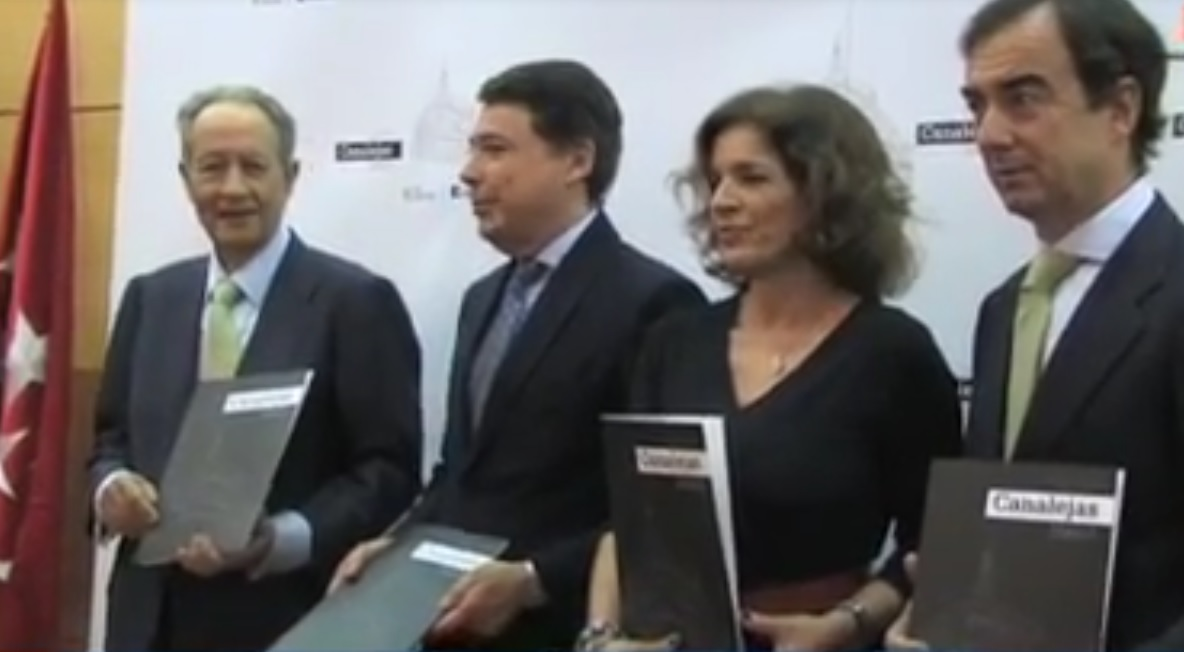
Juan Miguel Villar Mir, Ignacio González, Ana Botella y Juan Villar-Mir de Fuentes en la presentación del proyecto inicial de la Operación Canalejas (2013).

En 2004, el Banco Santander, propietario del inmueble, trasladó los servicios bancarios del Banco Central Hispano a la Ciudad Financiera del Grupo Santander en Boadilla del Monte, manteniendo la sucursal bancaria en planta baja y dejando vacío el resto del edificio. Ya ese año se planteó la venta del conjunto, en el cual se instalaría un centro comercial y un hotel de lujo. 
En 2006, el grupo inversor R&A Palace acordó la compra del complejo al Banco Santander por 325 millones de euros, el Ayuntamiento de Madrid se mostró de acuerdo, pero al tratarse de edificios protegidos, encargó al arquitecto Rafael de la Hoz la redacción de un Plan Especial para Canalejas, aprobado en 2007, en el que se establecía de forma muy exhaustiva cuáles eran los elementos de interés cultural que debían protegerse Sin embargo, la crisis hizo que R&A Palace no pudiera encontrar financiación, por lo que el Banco Santander rescindió el contrato en junio de 2008 y, por tanto, se abandonó el proyecto.
En diciembre de 2012 se anunció la venta por 215 millones de euros de todo el conjunto al grupo OHL, perteneciente al Grupo Villar Mir, que presentó un plan de reforma redactado por el Estudio Lamela. Mucho menos respetuoso que el anterior, incluía la excavación de varias plantas de aparcamiento bajo rasante y, sobre todo, la elevación de los edificios con plantas retranqueadas de igual cota que la del edificio más alto del conjunto, el Palacio de La Equitativa, en Alcalá, 12, con lo que se creaba un único edificio revestido con diversas fachadas correspondientes a los distintos edificios.
Para que esto fuera posible, en 2013, siguiendo la respuesta a una consulta realizada en septiembre de 2012 por parte del Grupo Santander a la Comisión Local de Patrimonio Histórico de Madrid —organismo formado por la comunidad autónoma, el Ayuntamiento de Madrid y el COAM—, la Comunidad de Madrid anunció la revocación parcial de la protección de los edificios, circunscribiendo la declaración de bien de interés cultural, en la categoría de monumento, a la fachada y la primera crujía.

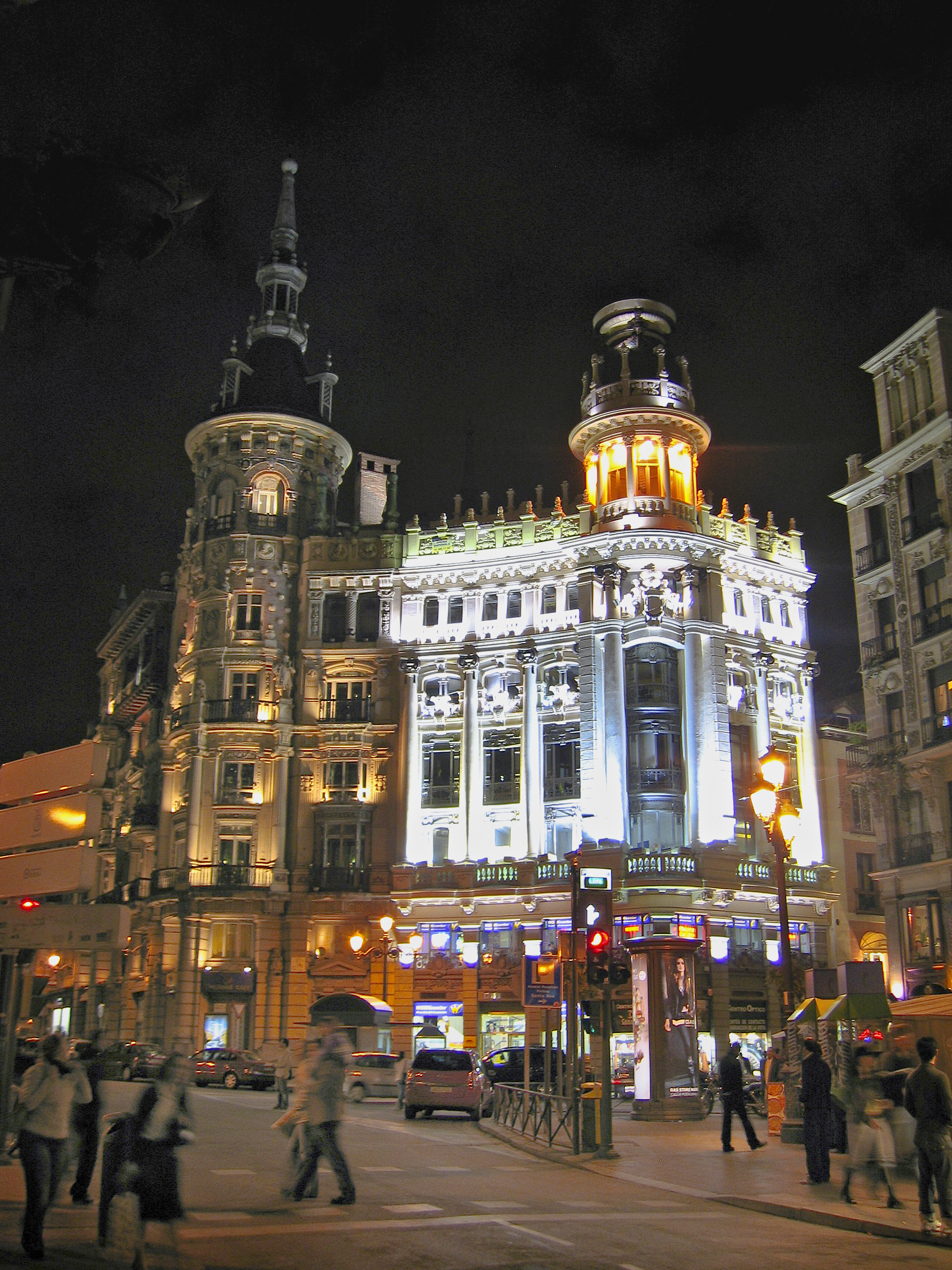
Plaza de Canalejas.

Diversas organizaciones de defensa del patrimonio solicitaron que no se modificase la declaración inicial de 1999, protegiendo las aportaciones de Galíndez. La Dirección General de Patrimonio Histórico de la Comunidad de Madrid desestimó la solicitud, si bien extendió la declaración de bien de interés cultural a las cubiertas del proyecto de Eduardo Adaro situadas más allá de la primera crujía del edificio. Asociaciones como Madrid, Ciudadanía y Patrimonio, algunos arquitectos a título personal, e instituciones como la Real Academia de Bellas Artes de San Fernando han mostrado su oposición al proyecto. Esta última manifestó lo siguiente: «El pleno de esta Real Academia, por unanimidad, ha acordado seguir manteniendo el criterio contrario al fachadismo, es decir, al vaciado de edificios antiguos para mantener solamente fachadas como si fueran decoraciones teatrales en el teatro de la ciudad». Los críticos de la medida atribuyen la disminución de la protección a criterios meramente económicos. Los derribos de edificios interiores de la manzana comenzaron el 16 de septiembre de 2014. Abrirá sus puertas a comienzos de 2019.

## Descripción

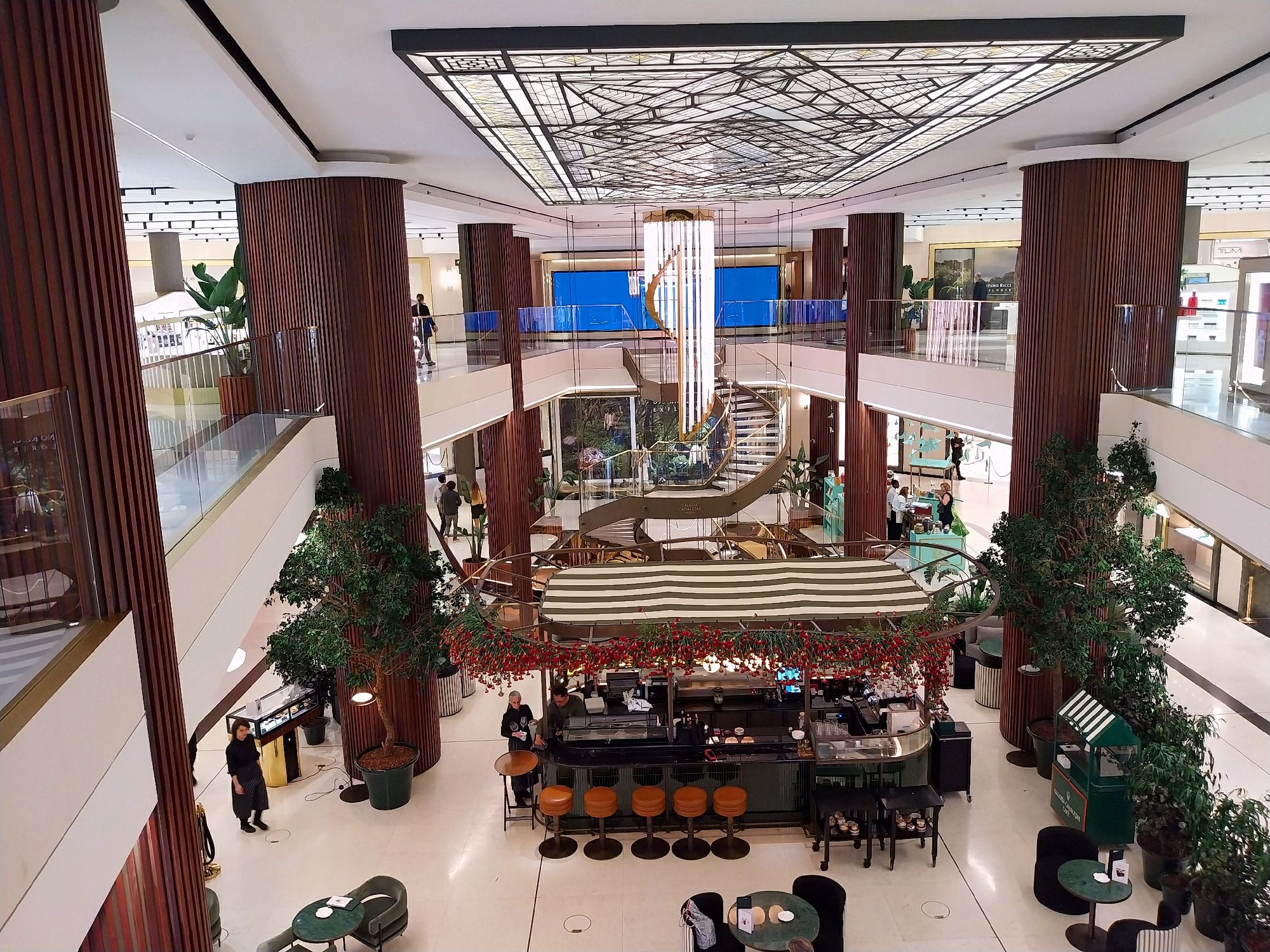
Aspecto de la Galería Canalejas, inaugurada en 2022

Forman el futuro conjunto, el Palacio de la Equitativa y el Edificio del Banco Hispano Americano. Contará con plazas de aparcamiento y con locales comerciales en las plantas sótano, baja, con los huecos rasgados y las rejas reiradas, y primera, y residencial a las superiores, con recrecidos sobre la fachada, introduciéndose una ampliación en altura de entre tres y cuatro plantas.
Para su construcción se retiraron unas 16 170 piezas como barandillas, mármoles, la caja fuerte, rejas, puertas, vidrieras, etc. Tras su catalogación, se encuentran almacenadas en una nave industrial en Azuqueca de Henares para su adecuada conservación. Tras una inversión de más de dos millones de euros en su restauración, se espera colocar de nuevo la gran mayoría de piezas, sobre todo aquellas que corresponden a elementos protegidos.